# Geleitzug PQ 13
Der Geleitzug PQ 13 war ein alliierter Nordmeergeleitzug, der im März 1942 im schottischen Loch Ewe zusammengestellt wurde und kriegswichtige Güter in das sowjetische Murmansk brachte. Durch deutsche Zerstörer-, U-Boot- und Luftangriffe verloren die Alliierten fünf Schiffe mit insgesamt 28.009 BRT. Zusätzlich ging das Minensuchboot HMS Sulla infolge eines schweren Sturmes verloren. Die Deutschen verloren den Zerstörer Z 26 und U 585.

## Zusammensetzung und Sicherung

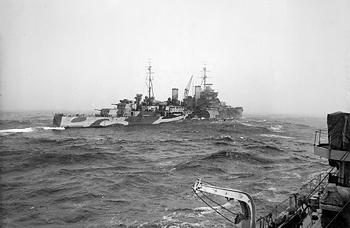
Kreuzer HMS Trinidad von Bord der HMS Fury aus gesehen im Nordmeer

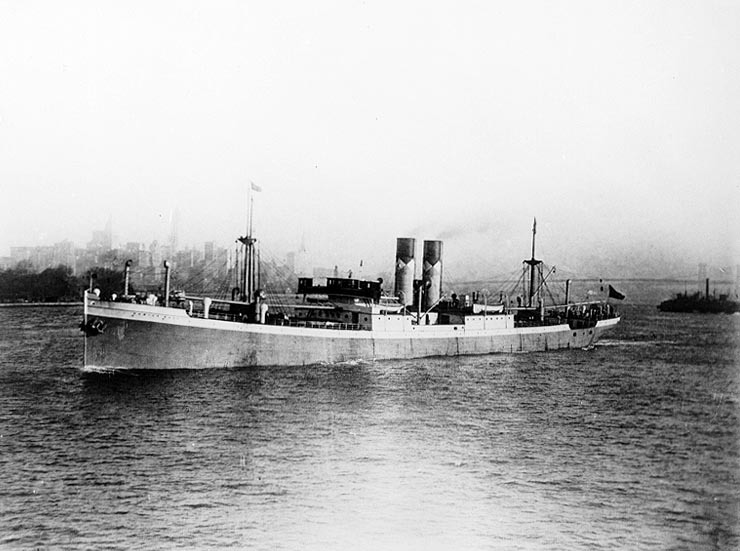
Frachter Raceland (hier noch als SS Howick Hall)

Der Geleitzug PQ 13 setzte sich aus 22 Frachtschiffen zusammen. Am 10. März 1942 verließen sie Loch Ewe (Lage) und fuhren über Island in Richtung Murmansk (Lage). In Island schieden drei Frachter aus dem Konvoi aus. Kommodore des Konvois war Captain D. A. Casey. Die Sicherung auf hoher See (Ocean Escort) übernahmen der Kreuzer Trinidad, die Zerstörer Eclipse, Fury, Lamerton, die UJ-Trawler Blackfly, Paynter und die drei ehemaligen norwegischen Walfangboote Sulla, Sumba und Silja. In Küstenbereichen (Local Escort) verstärkten zusätzliche Kräfte die Sicherung
| Name                 | Typ      | Flagge                 | Vermessung in BRT | Verbleib                                         |
| -------------------- | -------- | ---------------------- | ----------------- | ------------------------------------------------ |
| Ballot               | Frachter | Panama                 | 6131              |                                                  |
| Bateau               | Frachter | Panama                 | 4687              | am 29. März durch Z 26 versenkt (Lage)           |
| Dunboyne             | Frachter | Vereinigte Staaten     | 3515              |                                                  |
| Effingham            | Frachter | Vereinigte Staaten     | 6421              | am 29. März durch U 435 versenkt (Lage)          |
| El Estero            | Frachter | Panama                 | 4219              |                                                  |
| Eldena               | Frachter | Vereinigte Staaten     | 6900              |                                                  |
| Empire Cowper        | Frachter | Vereinigtes Königreich | 7164              |                                                  |
| Empire Ranger        | Frachter | Vereinigtes Königreich | 7008              | am 28. März durch die III./KG 30 versenkt (Lage) |
| Empire Starlight     | Frachter | Vereinigtes Königreich | 6850              |                                                  |
| Gallant Fox          | Frachter | Panama                 | 5473              |                                                  |
| Greenland            | Frachter | Vereinigtes Königreich | 1281              |                                                  |
| Harpalion            | Frachter | Vereinigtes Königreich | 5486              |                                                  |
| Induna               | Frachter | Vereinigtes Königreich | 5086              | am 29. März durch U 376 versenkt (Lage)          |
| Lars Kruse           | Frachter | Vereinigtes Königreich | 1807              |                                                  |
| Mana                 | Frachter | Hongkong               | 3283              |                                                  |
| Mano                 | Frachter | Vereinigtes Königreich | 1418              |                                                  |
| Mormacmar            | Frachter | Vereinigte Staaten     | 5453              |                                                  |
| New Westminster City | Frachter | Vereinigtes Königreich | 4747              |                                                  |
| Raceland             | Frachter | Panama                 | 4807              | am 28. März durch die III./KG 30 versenkt (Lage) |
| River Afton          | Frachter | Vereinigtes Königreich | 5479              |                                                  |
| Scottish American    | Frachter | Vereinigtes Königreich | 6999              |                                                  |
| Tobruk               | Frachter | Polen                  | 7048              |                                                  |

## Verlauf
Vom 24. bis zum 27. März 1942 geriet der Geleitzug in einen schweren Sturm, in dessen Folge er zersprengt wurde und das Minensuchboot HMS Sulla sank. Am Morgen des 27. März entdeckte eine deutsche BV 138 der 2./Küstenfliegergruppe 406 Teile des PQ 13. Daraufhin verlegten die auf See befindlichen U-Boote U 435, U 436, U 454, U 456, U 585 und U 589 in Richtung des Geleitzuges. Die 8. Z-Flottille mit Z 24, Z 25 und Z 26 lief aus dem norwegischen Kirkenes (Lage) aus. Am 28. März bombardierten Junkers Ju 88 der III. Gruppe des Kampfgeschwaders 30 die dem Fliegerführer Lofoten unterstellt waren, von ihrer norwegischen Basis Bardufoss (Lage) aus die einzeln fahrenden Frachter Raceland (4815 BRT) und Empire Ranger (7007 BRT) und versenkten sie. Der Zerstörer Z 26 versenkte am 29. März die allein fahrende Bateau (4687 BRT). Danach sichteten die drei Zerstörer das Restgeleit mit dem Kreuzer HMS Trinidad und dem Zerstörer HMS Fury. In einem Gefecht gelang es der HMS Trinidad, den Zerstörer Z 26 schwer zu beschädigen, so dass er langsam sank. Die beiden verbliebenen Zerstörer Z 24 und Z 25 konnten 88 Mann retten. Ein von der HMS Trinidad abgeschossener Torpedo erwies sich als Kreisläufer und beschädigte sie selbst. Des Weiteren beschädigen die deutschen Zerstörer die hinzukommende HMS Eclipse schwer und zogen sich danach zurück. U 376 und U 435 versenkten die Nachzügler Induna (5086 BRT) und Effingham (6421 BRT). Weitere U-Boot-Angriffe führten zu Beschädigungen von Frachtern. Am 31. März 1942 erreichte der Geleitzug Murmansk. Er hatte fünf Frachter mit insgesamt 28.009 BRT durch deutsche Angriffe und ein Kriegsschiff durch Sturm verloren. Die Deutschen verloren den Zerstörer Z 26 und U 585 (Lage), das am 30. März aufgrund der Kampfhandlungen in ein deutsches Minenfeld geriet.
Weitere ehemalige Frachtschiffe des PQ 13 zerstörte das Kampfgeschwader 30 am 3. April im Hafen von Murmansk, darunter die New Westminster City (4747 BRT), Tobruk (7048 BRT) und Empire Starlight (6850 BRT).